# Медник північний
Ме́дник північний (Stomiopera unicolor) — вид горобцеподібних птахів родини медолюбових (Meliphagidae). Ендемік Австралії.

## Поширення і екологія
Північні медники поширені на півночі Австралії, від півострова Дампір на крайньому північному заході Західної Австралії до північно-східного Квінсленду, зокрема в регіоні Топ-Енд (Північна Територія) і на півострові Кейп-Йорк. Вони живуть в сухих і вологих тропічних лісах, в заболочених і мангрових лісах, в чагарникових заростях і в парках.